# Rex Walheim
Rex Joseph Walheim (Redwood City, 10 de outubro de 1962) é um ex-astronauta norte-americano.
Formado em engenharia mecânica pela Universidade de Berkeley, Califórnia, Rex entrou para a Força Aérea dos Estados Unidos em 1984 como segundo-tenente. Em 1986 foi transferido para o Centro Espacial Lyndon B. Johnson em Houston, onde assumiu as funções de controlador dos sistemas mecânicos de voo e engenheiro-chefe de operações de diversos componentes do ônibus espacial entre 1986 e 1989.
Em 1992 foi selecionado para cursar a escola de pilotos de testes da força aérea na Base Aérea Edwards, onde após a graduação trabalhou com novos sistemas do F-16 e como instrutor de novos pilotos de teste até março de 1996, quando foi selecionado para o treinamento de astronauta e voltou para a NASA, em Houston.
Depois dos dois anos de curso e avaliação, foi designado especialista de missão para os voos do ônibus espacial. Foi ao espaço pela primeira vez em abril de 2002, na missão STS-110 da nave Atlantis, onde realizou um total de 14 horas de caminhadas no espaço. Em 2008 voltou à órbita na STS-122 Atlantis, que instalou na ISS o módulo–laboratório Columbus da Agência Espacial Europeia (ESA).
Em 8 de julho de 2011, em sua segunda viagem espacial, Rex fez história ao ir ao espaço como especialista de missão da STS-135 Atlantis, último voo do programa do ônibus espacial norte-americano, iniciado em 1981 e encerrado trinta anos depois.